# Quake Live
Quake Live (voorheen bekend als Quake Zero) is een first-person shooter van id Software die via een webbrowser te spelen is. Het is een aangepaste versie van Quake III Arena.

## Overzicht
De volgende spelmodi zijn aanwezig in Quake Live:
- Duel (1 tegen 1)
- Free For All
- Team Deathmatch
- Capture the Flag
- Clan Arena
  - Twee teams spelen tegen elkaar in rondes en in elke ronde dient men elke speler in het andere team te fraggen. Spelers kunnen echter niet respawnen.
- 1 Flag Capture The Flag
- Domination
- Red Rover
- Race
- Freeze Tag
- Attack & Defend
- Harvester

Het is mogelijk online te spelen tegen anderen of offline tegen bots. Quake Live presenteert een overzicht van huidige online spellen met daarbij het ingeschatte relatieve niveau van de spelers die daar spelen (zoals: de tegenstanders zijn vergelijkbaar, beter of slechter qua niveau dan de speler).

## Techniek
Quake Live is speelbaar via een plug-in voor de webbrowser. Het spel kan in het browservenster gespeeld worden en ook op het gehele scherm. Wanneer een speler inlogt wordt gecontroleerd of deze de laatste versie van het spel heeft. Zo niet dan worden het spel automatisch bijgewerkt naar de laatste versie.

## Ontvangst
| Beoordeeld door | Platform | Datum             | Score |
| --------------- | -------- | ----------------- | ----- |
| Softonic        | Browser  | 27 februari 2009  | 100%  |
| PC Gamer        | Browser  | 4 oktober 2010    | 88%   |
| Softpedia       | Browser  | 24 februari 2009  | 80%   |
| Bright Hub      | Browser  | 20 september 2009 | 80%   |
| MMOhut          | Browser  | 2010              | 60%   |